# Skrzeszewo (Cuyavia y Pomerania)
Skrzeszewo [skʂɛˈʂɛvɔ] (en alemán: Langenhof) es un pueblo en el distrito administrativo de Gmina Mogilno, dentro del Distrito de Mogilno, Voivodato de Cuyavia y Pomerania, en el norte de Polonia.
El pueblo actualmente tiene una población de 95 habitantes.